# Buchheim (Köln)
Köln-Buchheim (Kölsch Bochem) ist ein rechtsrheinischer Stadtteil von Köln im Bezirk Mülheim.

## Lage und Grenzverlauf
Buchheim grenzt im Osten an Holweide, im Süden an Höhenberg, im Westen an Buchforst und im Nordwesten und im Norden an Mülheim.
Die Grenzen sind im Osten die Autobahn 3, im Süden die B 55 a, im Westen die Bahntrasse entlang der Germaniastraße und der Ackerstraße und im Norden die Bahntrasse der Strecke nach Bergisch Gladbach.

## Geschichte

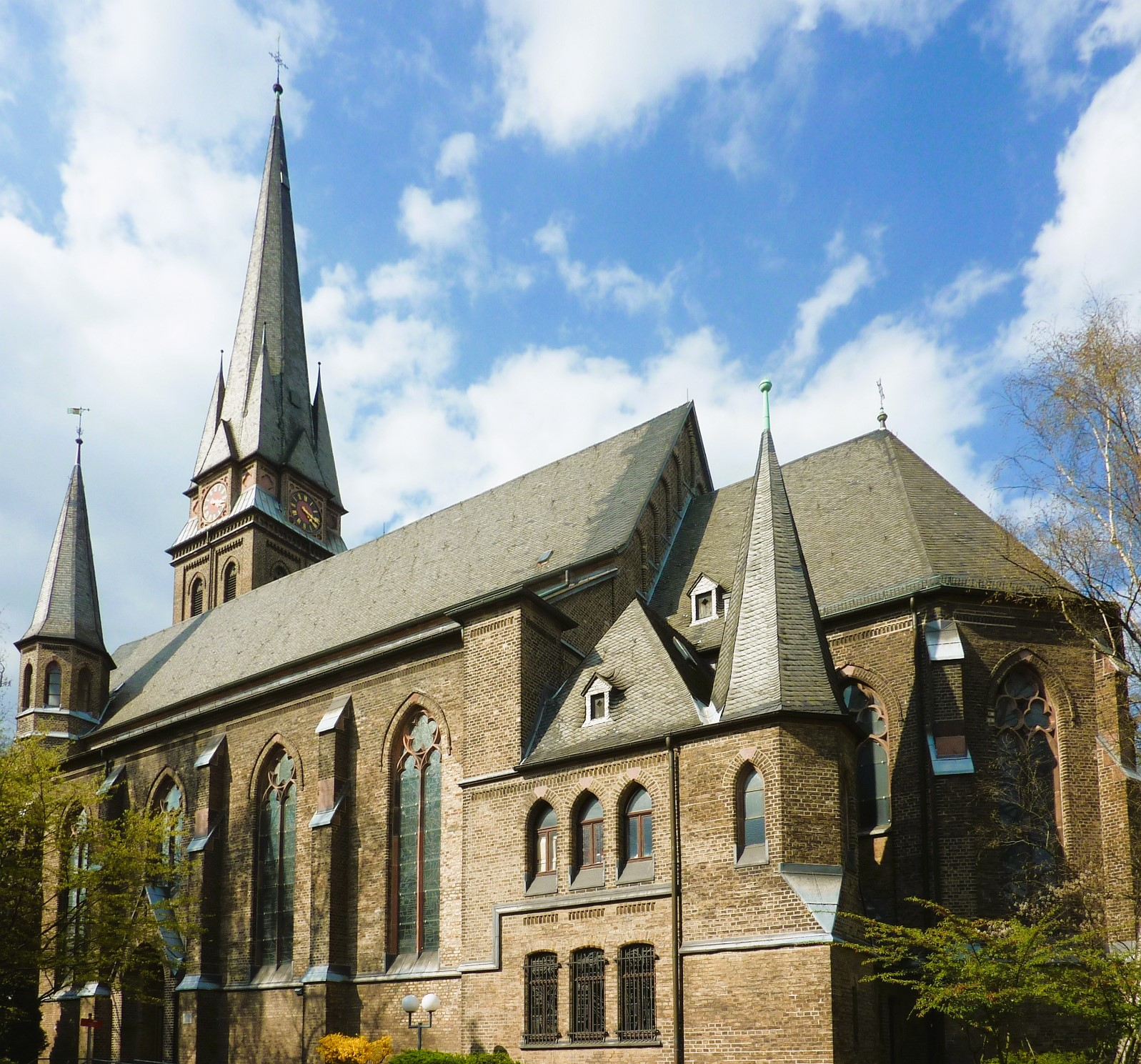
Kirche St. Mauritius in Buchheim (2016)

Bereits im Jahre 1160 wurde in Buchheim eine Pfarrkirche erwähnt. Andere Quellen deuten auf eine Besiedlung bereits zur Zeit der Karolinger hin.
1663 wurde die Wasserburg Herl erbaut. Im 18. Jahrhundert entstand ein Park mit der Kapelle St. Johann Nepomuk. Politisch gehörte Buchheim seit dem Mittelalter zum Amt Porz im Herzogtum Berg. 1795 besetzten französische Truppen Buchheim. 1808 entstand die Mairie Merheim, zu der auch Buchheim gehörte. Die Mairie Merheim war ein Teil des Kantons Mülheim im Département Rhein. Seit 1815 gehörte Bucheim zur Bürgermeisterei Merheim im Kreis Mülheim im Königreich Preußen. Am 1. April 1914 wurde Buchheim nach Köln eingemeindet.

## Bevölkerungsstatistik
Struktur der Bevölkerung von Köln-Buchheim (2021):
- Durchschnittsalter der Bevölkerung: 40,5 Jahre (Kölner Durchschnitt: 42,3 Jahre)
- Ausländeranteil: 28,1 % (Kölner Durchschnitt: 19,3 %)
- Arbeitslosenquote: 13,4 % (Kölner Durchschnitt: 8,6 %)

## Religion
1896 wurde die heutige katholische Kirche St. Mauritius erbaut (Neogotik). Sie ist der Nachfolger der Kapelle Alt St. Mauritius (heute Friedhofskapelle Sonderburger Straße), sie verfügt über eine mechanische Orgel der Fa. Romanus Seifert, Kevelaer von 1978; 1961/62 entstand die evangelische Kreuzkirche. Im ehemaligen Pfarrhaus neben der Kirche St. Mauritius befindet sich der Sitz der Christlich-Islamischen Gesellschaft.
- St. Theresia vom Kinde Jesu (kath. Kirche im Rundbaustil an der Bergisch Gladbacher Straße)
- Neuapostolische Kirche für Köln-Mülheim
- Herler Kapelle St. Johann Nepomuk
- Moschee des VIKZ in der Villa Hahnenburg Ackerstraße / Bergisch Gladbacher Straße

## Mühlen an der Strunde
Von den zahlreichen Mühlen an der Strunde lagen in Buchheim zwei. Die noch mit einem Wasserrad ausgestattete Herler Mühle und die 1910 abgerissene Buchheimer Mühle.

## Sonstiges
In Köln-Buchheim befinden sich auch Werkswohnungen des Kabelherstellers Felten & Guilleaume, die ab 1991 durch die Familie Fussbroich bekannt wurden und in dieser ersten deutschen Doku-Soap der Hauptdrehort waren.

## Sehenswertes
- Burg Herl
- Kapelle St. Johann Nepomuk
- Kirche St. Mauritius (mit Kirchturm „Herjottszejefinger“)
- Kreuzkirche
- Buchheimer Kreuz
- Herler Mühle
- Zwischenwerk Xc
- Fort XI, Piccoloministraße, Vereinsheim
- Zwischenwerk XI a Herler Ring 33, Vereinsheim.
- Denkmäler in Buchheim